# ماري إليوت هيل
ماري إليوت هيل (بالإنجليزية: Mary Elliott Hill) (5 يناير 1907 - 12 فبراير 1969)، إحدى أوائل النساء الأمريكيات من أصل أفريقي اللواتي أصبحن كيميائيات. عُرفت هيل بصفتها كيميائية تحليلية وعضوية. عملت على خصائص الأشعة فوق البنفسجية، وطورت المنهج التحليلي، وبالتعاون مع زوجها كارل ماكليلان هيل طوّرت ماري مركّب الكايتين والذي ساهم في تطوير البلاستيك. يُعتقد بكونها إحدى أولى النساء الأمريكيات من أصل أفريقي اللواتي حصلنَ على درجة الماجستير في الكيمياء. كانت هيل كيميائية تحليلية، ابتكرت طرق التحليل الطيفي وطوّرت سبلًا لتتبّع سير التفاعلات بالاعتماد على الذوبانية.

## النشأة والتعليم
وُلدت هيل في بلدة ساوث ميلز الصغيرة المعزولة في كارولاينا الشمالية في 5 يناير 1907، وكان لديها شقيقان. والدتُها فرنسيس باس، ووالدها روبرت إليوت، الذي كان رجل إطفاء.
بدأت هيل بارتيادها كلية ولاية فرجينيا للزنوج (حاليًا جامعة ولاية فرجينيا في إس يو) في عام 1925. وحصلت على درجة البكالوريوس في الكيمياء في عام 1929.

## مسيرتها المهنية
بعد حصولها على شهادتها، بدأت هيل التدريسَ في عام 1930 في المدرسة الثانوية المخبرية التابعة لجامعة ولاية فرجينيا. في عام 1932، درّست الكيمياء بدوامٍ جزئيّ في معهد هامبتون، وأصبحت عضو هيئة تدريس بدوام كامل في عام 1937. من عام 1938 وحتى 1942 درّست في جامعة ولاية فرجينيا. أكملت هيل أيضًا دراساتها العليا في جامعة بنسلفانيا في الصيف، لتُمنح أول شهادة ماجستير في الكيمياء لامرأة أمريكية من أصول أفريقية عام 1941. في العام التالي، درّست هيل في كلية بينيت، وعُيّنت أستاذًا مساعدًا في قسم الكيمياء في جامعة ولاية تينيسي. انتقلت هيل في العام التالي إلى جامعة ولاية كنتاكي حيثُ كان زوجها، كارل ماكليلان هيل، مديرَ قسم الكيمياء في الجامعة. عُيّنت هيل أستاذًا مساعدًا ورئيسًا بالنيابة لقسم الكيمياء من عام 1951 إلى عام 1952.
في جامعة ولاية كنتاكي، درَست ماري الطيفيات الضوئية فوق البنفسجية بالإضافة إلى عملها ضمن فريق كارل هيل. تلقّى كارل هيل تمويلًا لبحثه على مركب الكايتين، بما في ذلك من مؤسسة العلوم الوطنية (إن إس إف) والقوات الجوية الأمريكية. عملت ماري هيل على الكايتين الأحادي القابل للبلمرة، والتي تُعد خطوةً في صناعة البلاستيك. استخدم الفريق كاشف غرينيارد لدراسة التفاعلات الكيميائية للكايتين، جنبًا إلى جنب مع تطوير ماري طرقًا تحليلية للعمل. شاركت هيل في كتابة ما زاد عن أربعين ورقة بحث. وألّفت فصولًا طلابية معتمدةً على الجمعية الكيميائية الأمريكية لبعض الكليات والجامعات للسود التي كانت قد درّست فيها. أصبح العديد من طلاب هيل أساتذة في الكيمياء، وحازت على جوائز تكريمًا لتدريسها. في ستينيات القرن العشرين، لاحظت هيل أن المزيد من النساء يتّجه اهتمامهنّ إلى العلوم، لكنهنَّ فقدن هذا الاهتمام بسبب حقائق الحياة البحثية في ذلك الوقت. توفيت هيل في عام 1969.

## حياتها الشخصية
تزوجت هيل من كارل ماكليلان هيل، لكنّ تاريخ زواجها بالضبط غير معروف. تقول أحد المصادر إنهما تزوجا بعد سنتين من تعرّفها عليه كزميل في عمر السادسة عشرة، بينما يشير مصدر آخر إلى أنهما تزوجا خلال سنتها الثانية في كلية ولاية فرجينيا، مفترضًا أن زواجهما حدث في وقتٍ ما بين عاميّ 1925 و1927. أنجبت ماري من كارل ثلاثة أطفال. في مقابلة صحفية في عام 1963، تضمنت الهوايات المذكورة القراءة ودراسة اللغتين الألمانية والروسية والاستمتاع بتنسيق الزهور ومشاهدة كرة القدم. كانت هيل عضوًا في جمعية بيتا كابا تشي. كان الزوجان لتوّهما عائدين من رحلة إلى إنكلترا عندما توفيت ماري إثر «حالة قلبية» أصابتها «لبعض الوقت» في مستشفى بنات الملك في فرانكفورت، كنتاكي في 12 فبراير عام 1969.